# 八里岔乡
八里岔乡，是中华人民共和国河南省信阳市息县下辖的一个乡镇级行政单位。

## 行政区划
八里岔乡下辖以下地区：
八里岔村、陈底下村、大周庄村、冯乡村、六里庄村、任店村、伍底下村、叶店村、张岗村、张山头村、郑乡村、李堂村、陈大洼村、景美店村、李家庄村、莲花村、梅寨村、七里岗村、汪店村和小围孜村。